# Astragalus gines-lopezii
Astragalus gines-lopezii är en ärtväxtart som beskrevs av Talavera, Podlech, Devesa och F.M.Vazquez. Astragalus gines-lopezii ingår i släktet vedlar, och familjen ärtväxter. Inga underarter finns listade i Catalogue of Life.